# 上条トンネル
上条トンネル（かみじょうトンネル）は広島県安芸郡坂町にある、植田地区と上条地区とを結ぶトンネルである。畝為吉が個人事業で建設した。

## 概要
トンネルの端には「協力一致」「共存共栄」という畝為吉の思いが彫られている。
呉線の敷設工事で坂村にトンネルが開通したことにヒントを得て、畝為吉がトンネルをつくることを決意した。

## 歴史
- 1947年 (昭和22年) - 畝為吉がトンネルの計画を息子らに明かす。
- 1949年 (昭和24年) - トンネル工事の起工式を行う。
- 1951年 (昭和26年) - トンネル工事が完了する。